# Juntas de Guerra Carlistas de Navarra

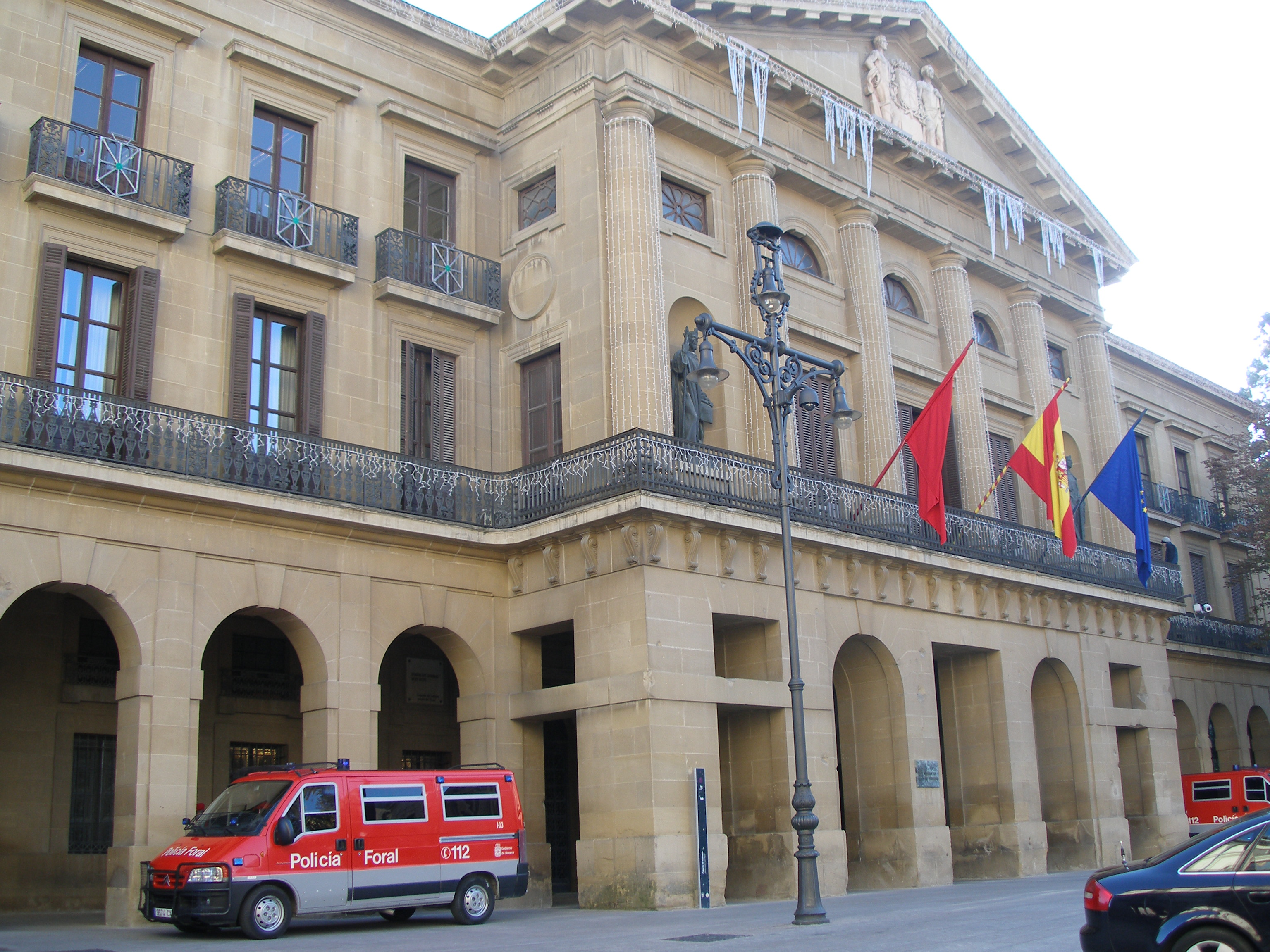
El Palacio de la Diputación de Navarra fue donde se constituyó la Junta Central Carlista de Navarra.

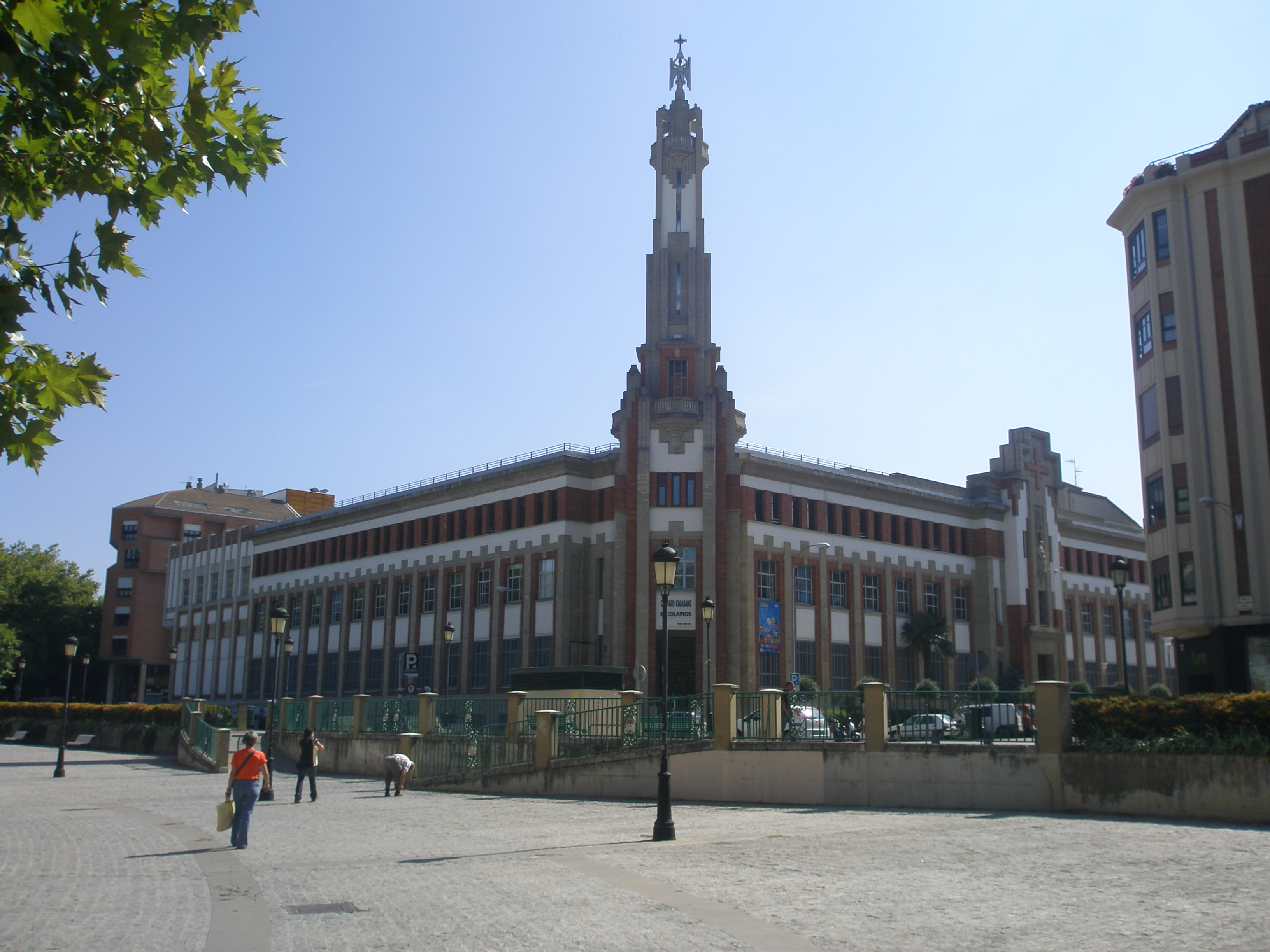
El edificio de los Escolapios de Pamplona fue el cuartel-cárcel de los carlistas.

Las Juntas de Guerra Carlistas de Navarra fueron las estructuras que utilizaron los carlistas en Navarra durante la guerra civil española para facilitar la movilización del Partido Tradicionalista, organizando las concentraciones de los requetés, distribuyendo los contingentes en compañías (tercios) preparando su transporte y los equipos sanitarios.
La principal fue la Junta Central Carlista de Guerra de Navarra (JCCGN) que fue constituida la noche del domingo 19 de julio al 20 de julio de 1936, el mismo día de la sublevación militar en Navarra, en el Palacio de la Diputación. Tuvo una autoridad casi absoluta interfiriendo en muchos de los asuntos propios de la Diputación. De ella dependían la intendencia (proporcionar armas, comestibles y dinero a los combatientes), transportes, gestión de asuntos gubernativos y judiciales y la Oficina de Información y Socorro de Guerra.
De esta Junta Central fue Presidente Honorario Joaquín Baleztena Azcárate, vicepresidente (presidente efectivo) José Martínez Berasáin, secretario José Úriz Beriáin y los distintos vocales de cada merindad (aunque a las merindades las nombraron con la denominación del partido judicial): por la merindad de Pamplona, Víctor Eusa Razquin; por Tafalla, Marcelino Ulibarri Eguíluz; por Aoiz, José Gómez Itoiz; por Estella, José Martínez de Morentin; por Tudela, Víctor Morte Celayeta. Además estaban Eleuterio Arraiza Erice, como intendente, y José Uriz Beriáin, como secretario, ambos también «nombres importantes en la trama interior del partido.»
Esta Junta se subdividió en las Juntas Carlistas de Merindad cuyos dirigentes fueron:
- Merindad de Pamplona: Presidente: Blas Inza Cabasés Delegado: José Fermín Garralda; vocales: Eleuterio Arraiza Erice y Ricardo Arribillaga.
- Merindad de Aoiz (Sangüesa): Presidente: Félix Iriarte Sola; vocal: Celedonio Erdozain; vocal Amadeo Marco.
- Merindad de Estella: Presidente: Jesús Barbarin; vocal: Jesús Larrainzar; vocal Jaime Balanzategui.
- Merindad de Tafalla (Olite): Presidente: Pedro Berruezo; vocal: Antonio Arbona; vocal Esteban Martínez Vélez.
- Merindad de Tudela: Presidente: Ramón Añón; vocal: Agustín Sánchez; vocal José López Sanz.

Además en numerosas poblaciones funcionaron Juntas o Comités de guerra locales en las que participaron de forma activa sacerdotes. En la Ribera fueron conocidas como Juntas de matar. Se reunían en Círculos, cuarteles y ayuntamientos. En Pamplona los carlistas tenían su cuartel-cárcel en el colegio de los Escolapios.